# وسيط مالي

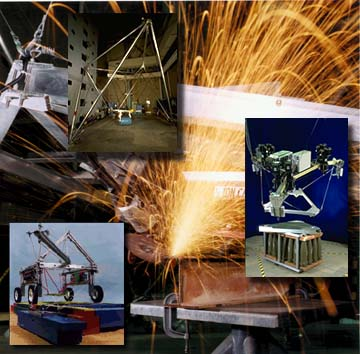

الوسيط المالي هو أي مؤسسة أو فرد يعمل كوسيط ما بين الأطراف في المعاملات المالية، عادةً ما يكون الوسيط المالي هي مؤسسة تسهل تحويل الأموال بين المقرضين والمقترضين بشكل غير مباشر.

## كيف يعمل الوسيط المالي
الوسيط المالي غير المصرفي لا يقبل الودائع من عامة الناس. يجوز للوسيط تقديم خدمات التخصيم أو التأجير أو التأمين أو الخدمات المالية الأخرى. يشارك العديد من الوسطاء في بورصات الأوراق المالية  ويستخدمون خططًا طويلة الأجل لإدارة وتنمية أموالهم. يمكن إظهار الاستقرار الاقتصادي العام لبلد ما من خلال أنشطة الوسطاء الماليين ونمو صناعة الخدمات المالية.
يقوم الوسطاء الماليون بنقل الأموال من الأطراف التي لديها فائض في رأس المال إلى الأطراف التي تحتاج إلى أموال. تخلق العملية أسواقًا فعالة وتقلل من تكلفة إجراء الأعمال. على سبيل المثال ، يتواصل المستشار المالي مع العملاء من خلال شراء التأمين والأسهم والسندات والعقارات والأصول الأخرى. تربط البنوك بين المقترضين والمقرضين من خلال توفير رأس المال من المؤسسات المالية الأخرى ومن الاحتياطي الفيدرالي. تجمع شركات التأمين أقساطًا لوثائق التأمين وتوفر مزايا البوليصة. يقوم صندوق التقاعد بجمع الأموال نيابة عن الأعضاء وتوزيع المدفوعات على المتقاعدين.

## أنواع الوسطاء الماليين
توفر الصناديق المشتركة إدارة نشطة لرأس المال المجمع من قبل المساهمين. يتواصل مدير الصندوق مع المساهمين من خلال شراء الأسهم في الشركات التي يتوقع أن يتفوق عليها أداء السوق. من خلال القيام بذلك ، يوفر المدير للمساهمين الأصول والشركات برأس المال والسوق بالسيولة.

## فوائد الوسطاء الماليين
من خلال وسيط مالي   ، يمكن للمدخرين تجميع أموالهم ، مما يمكنهم من القيام باستثمارات كبيرة ، والتي بدورها تعود بالفائدة على الكيان الذي يستثمرون فيه. في الوقت نفسه ، يقوم الوسطاء الماليون بتجميع المخاطر من خلال توزيع الأموال عبر مجموعة متنوعة من الاستثمارات والقروض. تفيد القروض الأسر والبلدان من خلال تمكينها من إنفاق أموال أكثر مما لديها في الوقت الحالي